# Rim Battal
Rim Battal, née le 30 avril 1987 à Casablanca, au Maroc, est une artiste, poétesse, journaliste et romancière marocaine francophone. Elle vit actuellement entre Paris et Marrakech.

## Biographie
Rim Battal commence à se consacrer à la photographie artistique et à l’écriture après des études de journalisme à l’Institut supérieur de l’information et de la communication (ISIC) de Rabat.
En 2013, elle est artiste résidente à la Cité internationale des arts de Paris et du Studio IWA de Casablanca.
Elle publie son premier recueil de poésie en 2015, aux éditions LansKine, Vingt poèmes et des poussières.
Son deuxième recueil, Latex (2017) ainsi que Transport commun (2019) paraissent également aux éditions LansKine. Ces recueils ont été écrits en français.
Elle transcrit dans ses poèmes, avec un langage direct, des moments précis, intimes ou pas, révélateurs de situations de tensions, sociales et physiques, dans lesquelles les femmes, au Maroc comme en France, peuvent être prises,. .
« Pénaliser l’avortement est encore une oppression de la femme car c’est sur sa tête que tombe le ciel en cas de grossesse non désirée ou problématique », dit-elle encore.
La poésie de Rim Battal prend le contre-pied de la gravité des sujets auxquels elle se confronte en en montrant l’absurdité. Sa langue, brève et incisive, n’est pas sans humour. « Depuis dix ans, personne en France n'a écrit de poèmes aussi sensuels, aiguisés et forts », selon Cécile Coulon, romancière et prix Guillaume-Apollinaire 2018.
Dans le travail photographique et poétique qu'elle conduit, elle se met en scène avec dérision. Sujet d’elle-même, elle renvoie aux grandes figures, celles des femmes et de leurs rôles, en particulier dans les sociétés patriarcales. Pour présenter son exposition personnelle « No man’s land » (Voice Gallery, Marrakech, 2015), Battal écrit : « Le corps de la femme est un territoire colonisé : par la religion, la société, la publicité, la tradition, la superstition. »

« Ce qui est blanc est riche.
Ce qui est riche est beau. »

En 2018, elle crée la Biennale intime de poésies en réponse à une question sur la rémunération des poètes : « Pourquoi le/la poète est-il, est-elle, toujours le dernier, la dernière à être rémunéré/e lors d'un évènement où il/elle est l'élément central ? Pourquoi les poètes sont-ils et elles les premières à ne pas être rémunéré/es lorsque les moyens de production d'une soirée, d'une revue, d'un livre collectif, sont limités ? »[réf. nécessaire]
En mars 2019, elle est invitée à participer au Libé des écrivains aux côtés de Jacques Jouet, Nicolas Mathieu, Joseph Ponthus, Valérie Zenatti et d'autres. Elle écrit Poème phatique spécialement pour ce numéro-là,. Les Inrockuptibles la liste parmi les 10 poètes nouvelle génération à suivre sur les réseaux sociaux. Elle récuse néanmoins cette appartenance à une '"génération" de poête(sse)s, tout en avouant son admiration et le sentiment de proximité qu'elle ressent envers certains de ses contemporains.
Depuis 2016, elle pratique la lecture performée de ses textes au Bordel de la Poésie de Paris,, à la Maison de la Poésie et dans divers lieux de culture.
Elle est régulièrement invitée à des festivals littéraires,.
En 2025 sort son premier roman intitulé Je me regarderai dans les yeux, au sein de la collection littérature intérieure des éditions bayard. Le roman raconte comment la narratrice, une jeune fille marocaine qui porte le même nom que l'autrice, a du fournir un certificat attestant de sa virginité. Le point de départ de ce récit est autobiographique, et avait été évoqué dans des précédents ouvrages (notamment L'Eau du bain et Les Quatrains de l'all inclusive).
Elle continue ses performances, accompagnée sur scène par Lola Malique (violoncelle) ou la musicienne électro-chaâbi Syqlone.

## Publications

### Romans
- Je me regarderai dans les yeux [25], Bayard éditions, 2025

### Recueils de poèmes
- X et excès[26], Le Castor astral, 2024
- Pommes Girl[27],[28], Les Presses du réel, 2023
- L'Eau du bain, éditions Supernova / Les Presses du réel, 2019[29],[30]
- Transport commun, éditions LansKine, 2019[31],[32]
- Latex, éditions LansKine, 2017[33],[34]
- Vingt poèmes et des poussières, éditions LansKine, 2015[35]
- Les Quatrains de l'all inclusive, préface de Guillaume Lecaplain, dessins de Sarah Battaglia, Le Castor astral, 2020

### Autres publications
- Nous, avec le poème comme seul courage, anthologie, Le Castor astral, 2020[36]
- Alcôves, recueil collectif, éditions L'Assaut des poètes, 2019
- Du feu que nous sommes, anthologie, éditions Abordo, 2019[37]
- Le Système poétique des éléments, recueil collectif, éditions Invenit, 2019[38]
- Les Écritures bougées, une anthologie, éditions Mix, Les Presses du réel, 2018[39]
- Femmes et religions, points de vue de femmes du Maroc, ouvrage collectif dirigé par Hakima Lebbar, éditions La croisée des chemins, 2014[40]

## Expositions

### Individuelles
- « Ich Liebe Kapitalismus », Arles 2019 et Paris 2019, Galerie Verdeau[41]
- « No man's land », Voice Gallery, Marrakech, 2015

### Collectives
- « Les Marocaines », Maison Photo, Lille, 2019[42]
- « Deborah de Robertis invite », galerie Nivet-Carzon, Paris, 2016
- « International Video Art Exchange Program », commissariat Saïd Raïs, La serre du Cyber Parc, Marrakech, 2016
- « Ara-B-less », Nour Festival of Arts, Saatchi Gallery, Londres, 2015
- « Contemporary African art fair 1 :54 », New York, 2015
- « 1914-2014 cent ans de création », commissariat Mohamed Rachdi, Musée Mohammed VI d'art moderne et contemporain, Rabat, 2015
- « Féminin Pluriel », commissariat Aniko Boehler, Fondation Dar Bellarj, Marrakech,, 2014

## Résidences
- Riad Denise Masson (Institut français de Marrakech), Juillet 2023
- Studio de la Fondation Al Mansouria, Paris, 2014
- Cité internationale des arts, Paris, 2013-2014
- Studio IWA, Casablanca, 2013